# Weippe
Weippe est une ville américaine située dans le comté de Clearwater en Idaho.
Selon le recensement de 2010, Weippe compte 441 habitants. La municipalité s'étend sur 0,42 mille carré (1,09 km2).